# Bruno Herrmann (Mundartdichter)
Bruno Herrmann (* 16. Dezember 1870 in Königswalde; † 1. Dezember 1927 in Leipzig) war ein deutscher Mundartdichter, Kammerrat und Kommunalpolitiker.

## Leben und Wirken
Herrmann stammte aus dem Erzgebirge und legte nebenberuflich mehrere Dichtungen in erzgebirgischer Mundart vor. Zu seinen bekanntesten Werken zählt der Text des Liedes Dorten drubn sei mir derham. Ab 1900 amtierte er als Gemeindevorstand bzw. ab 1924 als Bürgermeister von Lauter. Zuletzt hatte er den Titel eines Kammerrats inne. Von 1915 bis zu seinem Tod war er Vorsitzender des Vereins Erzgebirgsverkehr, Gemeindeverband zur Hebung des Fremdenverkehrs im Erzgebirge. Er nahm 1922 die Weihe des Aussichtsturms auf der Morgenleithe vor. Nach seinem Tod 1927 gab der Erzgebirgszweigverein Lauter, dessen 1. Vorstand er bis zu seinem Tod war, die wichtigsten Dichtungen Herrmanns unter dem Titel Lauterer Spakörble heraus.
Einige seiner Lieder, darunter Dr zefriedene Kiehgung wurden von Arthur Vogel auf Liedpostkarten vertrieben.